# Benedito Gonçalves dos Santos
Benedito Gonçalves dos Santos (* 19. Juni 1958 in Paracatu, Minas Gerais) ist ein brasilianischer Geistlicher und römisch-katholischer Bischof von Presidente Prudente.

Wappen von Benedito Gonçalves dos Santos.

## Leben
Benedito Gonçalves dos Santos empfing am 8. Dezember 1990 die Priesterweihe.
Papst Benedikt XVI. ernannte ihn am 16. April 2008 zum Bischof von Presidente Prudente. 
Der Bischof von Paracatu, Leonardo de Miranda Pereira, spendete ihm am 5. Juli desselben Jahres die Bischofsweihe; Mitkonsekratoren waren José Cardoso Sobrinho OCarm, Erzbischof von Olinda e Recife, und José Alberto Moura CSS, Bischof von Uberlândia.